# Beruri (cráter)
Beruri es el nombre de un cráter de impacto en el planeta Marte situado a 5.28° Norte y -278.84° Oeste. El impacto causó un abertura de 45 kilómetros de diámetro en la superficie del planeta. El nombre fue aprobado en 2006 por la Unión Astronómica Internacional en honor a la comunidad brasilera de Beruri, en el estado Amazonas.